# 元カレです
「元カレです」（もとカレです）は、日本の女性アイドルグループ・AKB48の楽曲。作詞は秋元康、作曲はシライシ紗トリが担当した。2022年5月18日にAKB48のメジャー59作目のシングルとしてキングレコードから発売された。楽曲のセンターポジションは本田仁美が務めた。

## 背景とリリース
前作『根も葉もRumor』から約8か月ぶりのリリースで、2022年のシングル第1弾。
Type A、Type B、Type Cのそれぞれ初回限定盤と通常盤、および劇場盤の7形態で発売された。
2022年2月23日放送のグループの冠番組『AKB48、最近聞いた?〜一緒になんかやってみませんか?〜』（テレビ東京）にて選抜メンバーが発表された。前作と同じくAKB48のメンバーのみで表題曲の選抜メンバーが構成されている。
本田仁美がシングル表題曲において初のセンターポジションを務め、チーム8メンバーのセンターポジション経験者は、『Teacher Teacher』の小栗有以に続き2人目となる。
選抜メンバーの人数は、2009年6月の12thシングル『涙サプライズ!』以来、12年11か月（47作）ぶりの20人。浅井七海、大盛真歩、田口愛佳の3人が、選抜メンバーに初参加。選抜復帰のメンバーは3人で、福岡聖菜が、2020年3月の57thシングル『失恋、ありがとう』以来、2年2か月（2作）ぶり、坂口渚沙が、2019年9月の56thシングル『サステナブル』以来、2年8か月（3作）ぶり、小田えりなが、2017年5月の48thシングル『願いごとの持ち腐れ』以来、5年（11作）ぶりの選抜入りとなった。
前作の選抜メンバーのうち、活動を終了している横山結衣、横山由依、久保怜音、西川怜の4人以外は全員継続して選抜入りしている。
同年3月28日にTBS系列で放送された『CDTVライブ!ライブ!春の4時間スペシャル』にて、楽曲タイトルの公表とともに初披露された。振付は、BTSの「Butter」の振付制作にも携わったGANMIが担当した。
全タイプ共通のカップリングには、岡田奈々のソロ曲「壊さなきゃいけないもの」が収録されている。

## アートワーク
| Type A（初回限定盤） | 大西桃香、岡部麟、小田えりな、柏木由紀、下尾みう、谷口めぐ、本田仁美   |
| Type B（初回限定盤） | 大盛真歩、小栗有以、田口愛佳、千葉恵里、向井地美音、山内瑞葵           |
| Type C（初回限定盤） | 浅井七海、岡田奈々、倉野尾成美、坂口渚沙、福岡聖菜、武藤十夢、村山彩希 |
| Type A（通常盤）     | 大西桃香、岡部麟、小田えりな、柏木由紀、下尾みう、谷口めぐ、本田仁美   |
| Type B（通常盤）     | 大盛真歩、小栗有以、田口愛佳、千葉恵里、向井地美音、山内瑞葵           |
| Type C（通常盤）     | 浅井七海、岡田奈々、倉野尾成美、坂口渚沙、福岡聖菜、武藤十夢、村山彩希 |
| 劇場盤               | 本田仁美                                                               |

## チャート成績
2022年5月24日付オリコンチャートでCDシングル初週32万9000枚を売り上げ初登場1位となり、『RIVER』から46作連続でオリコンチャート週間1位となった。また、2022年5月25日公開のBillboard JAPAN週間シングル・セールス・チャート“Top Singles Sales”で、初週418,710枚を売り上げて、1位を獲得した。

## ミュージック・ビデオ
元カレです
ダンスを踊るAKB48とエムプラスプラスのLEDプロダクトが融合したパフォーマンスになっている。Lighting Choreographerとしても活動するエムプラスプラスCEOの藤本実が監督を務めた。
ミュージック・ビデオの撮影は、2022年2月下旬に千葉県・木更津市の廃倉庫で行われた。

## メディアでの使用
元カレです
ABCマート「カコイチカワイイ」キャンペーン／ニューバランスMR530 Webムービー

## シングル収録トラック

### Type A
「初回限定盤」と「通常盤」の2種類が存在するが、収録トラックは同一。
| #         | タイトル                                     | 作詞      | 作曲           | 編曲           | 時間  |
| --------- | -------------------------------------------- | --------- | -------------- | -------------- | ----- |
| 1.        | 「元カレです」                               | 秋元康    | シライシ紗トリ | シライシ紗トリ | 3:48  |
| 2.        | 「壊さなきゃいけないもの」(岡田奈々)         | 秋元康    | 嶋田啓介       | 野中"まさ"雄一 | 4:58  |
| 3.        | 「臆病なナマケモノ」(Team A)                 | 秋元康    | 三谷秀甫       | 三谷秀甫       | 4:45  |
| 4.        | 「元カレです（off vocal ver.）」             |           | シライシ紗トリ | シライシ紗トリ | 3:48  |
| 5.        | 「壊さなきゃいけないもの（off vocal ver.）」 |           | 嶋田啓介       | 野中"まさ"雄一 | 4:58  |
| 6.        | 「臆病なナマケモノ（off vocal ver.）」       |           | 三谷秀甫       | 三谷秀甫       | 4:44  |
| 合計時間: | 合計時間:                                    | 合計時間: | 合計時間:      | 合計時間:      | 27:01 |

| #  | タイトル                               | 作詞 | 作曲・編曲 | 監督     |
| -- | -------------------------------------- | ---- | ---------- | -------- |
| 1. | 「元カレです Music Video」             |      |            | 藤本実   |
| 2. | 「元カレです Dance ver. Music Video」  |      |            | 藤本実   |
| 3. | 「壊さなきゃいけないもの Music Video」 |      |            | 大野敏嗣 |

### Type B
「初回限定盤」と「通常盤」の2種類が存在するが、収録トラックは同一。
| #         | タイトル                                     | 作詞      | 作曲           | 編曲           | 時間  |
| --------- | -------------------------------------------- | --------- | -------------- | -------------- | ----- |
| 1.        | 「元カレです」                               | 秋元康    | シライシ紗トリ | シライシ紗トリ | 3:48  |
| 2.        | 「壊さなきゃいけないもの」(岡田奈々)         | 秋元康    | 嶋田啓介       | 野中"まさ"雄一 | 4:58  |
| 3.        | 「Loss of time」(Team K)                     | 秋元康    | CHOCOLATE MIX  | APAZZI         | 3:44  |
| 4.        | 「元カレです（off vocal ver.）」             |           | シライシ紗トリ | シライシ紗トリ | 3:48  |
| 5.        | 「壊さなきゃいけないもの（off vocal ver.）」 |           | 嶋田啓介       | 野中"まさ"雄一 | 4:58  |
| 6.        | 「Loss of time（off vocal ver.）」           |           | CHOCOLATE MIX  | APAZZI         | 3:44  |
| 合計時間: | 合計時間:                                    | 合計時間: | 合計時間:      | 合計時間:      | 25:00 |

| #  | タイトル                               | 作詞 | 作曲・編曲 | 監督     |
| -- | -------------------------------------- | ---- | ---------- | -------- |
| 1. | 「元カレです Music Video」             |      |            | 藤本実   |
| 2. | 「元カレです Dance ver. Music Video」  |      |            | 藤本実   |
| 3. | 「壊さなきゃいけないもの Music Video」 |      |            | 大野敏嗣 |

### Type C
「初回限定盤」と「通常盤」の2種類が存在するが、収録トラックは同一。
| #         | タイトル                                     | 作詞      | 作曲                         | 編曲           | 時間  |
| --------- | -------------------------------------------- | --------- | ---------------------------- | -------------- | ----- |
| 1.        | 「元カレです」                               | 秋元康    | シライシ紗トリ               | シライシ紗トリ | 3:48  |
| 2.        | 「壊さなきゃいけないもの」(岡田奈々)         | 秋元康    | 嶋田啓介                     | 野中"まさ"雄一 | 4:58  |
| 3.        | 「ヤラカソウ」(Team B)                       | 秋元康    | 浦島健太、赤石美希、加藤優希 | 加藤優希       | 4:36  |
| 4.        | 「元カレです（off vocal ver.）」             |           | シライシ紗トリ               | シライシ紗トリ | 3:48  |
| 5.        | 「壊さなきゃいけないもの（off vocal ver.）」 |           | 嶋田啓介                     | 野中"まさ"雄一 | 4:58  |
| 6.        | 「ヤラカソウ（off vocal ver.）」             |           | 浦島健太、赤石美希、加藤優希 | 加藤優希       | 4:36  |
| 合計時間: | 合計時間:                                    | 合計時間: | 合計時間:                    | 合計時間:      | 26:44 |

| #  | タイトル                               | 作詞 | 作曲・編曲 | 監督     |
| -- | -------------------------------------- | ---- | ---------- | -------- |
| 1. | 「元カレです Music Video」             |      |            | 藤本実   |
| 2. | 「元カレです Dance ver. Music Video」  |      |            | 藤本実   |
| 3. | 「壊さなきゃいけないもの Music Video」 |      |            | 大野敏嗣 |

### 劇場盤
| #         | タイトル                                     | 作詞      | 作曲           | 編曲           | 時間  |
| --------- | -------------------------------------------- | --------- | -------------- | -------------- | ----- |
| 1.        | 「元カレです」                               | 秋元康    | シライシ紗トリ | シライシ紗トリ | 3:48  |
| 2.        | 「壊さなきゃいけないもの」(岡田奈々)         | 秋元康    | 嶋田啓介       | 野中"まさ"雄一 | 4:58  |
| 3.        | 「アンジー」(Team 4)                         | 秋元康    | 宮崎まゆ       | 高橋修平       | 4:35  |
| 4.        | 「元カレです（off vocal ver.）」             |           | シライシ紗トリ | シライシ紗トリ | 3:48  |
| 5.        | 「壊さなきゃいけないもの（off vocal ver.）」 |           | 嶋田啓介       | 野中"まさ"雄一 | 4:58  |
| 6.        | 「アンジー（off vocal ver.）」               |           | 宮崎まゆ       | 高橋修平       | 4:35  |
| 合計時間: | 合計時間:                                    | 合計時間: | 合計時間:      | 合計時間:      | 26:42 |

## 選抜メンバー
- 浅井七海
- 大西桃香
- 大盛真歩
- 岡田奈々
- 岡部麟
- 小栗有以
- 小田えりな
- 柏木由紀
- 倉野尾成美
- 坂口渚沙
- 下尾みう
- 田口愛佳
- 谷口めぐ
- 千葉恵里
- 福岡聖菜
- 本田仁美
- 向井地美音
- 武藤十夢
- 村山彩希
- 山内瑞葵